# Louis Rauch
Louis Rauch, né le 20 mai 1880 à Fribourg et mort le 22 mai 1952 à Ozzano dell'Emilia, est un joueur, puis entraîneur suisse de football.
Il a été l’un des fondateurs et le premier président du Bologne Football Club 1909.

## Biographie
Né le 20 mai 1880 à Fribourg, Louis Rauch est dentiste et joue pour le club de sa ville, le FC Stella avant de rejoindre Bologne au début du XXe siècle, appelé par Arturo Beretta à rejoindre l’institut San Vitale de l’Université de Bologne. Il y rencontre sa femme, Maria Bergonzoni, qui lui donne son premier, Isolde, en 1909.
Cette même année, il fait partie des membres fondateurs du Bologna Football Club et en devient le premier président. Il joue avec cette équipe, durant les saisons 1909-1910, en remportant le titre de vainqueur du championnat d'Émilie-Romagne, et 1910-1911, assumant dès 1910 et jusqu’en 1914 le rôle d’entraîneur.
Il meurt le 22 mai 1952 à Ozzano dell'Emilia, dans un accident de voiture.